# Mistrzostwa Świata w Szermierce 2003
Mistrzostwa Świata w Szermierce 2003 – 65. edycja mistrzostw odbyła się po raz trzeci w kubańskiej stolicy – Hawanie.

## Klasyfikacja medalowa
| Lp. | Państwo     | złoto | srebro | brąz | Razem |
| --- | ----------- | ----- | ------ | ---- | ----- |
| 1   | Włochy      | 3     | 1      | 4    | 8     |
| 2   | Rosja       | 3     | 1      | –    | 4     |
| 3   | Ukraina     | 2     | 1      | 1    | 4     |
| 4   | Niemcy      | 1     | 2      | 1    | 4     |
| 5   | Francja     | 1     | 1      | 2    | 4     |
| –   | Rumunia     | 1     | 1      | 2    | 4     |
| 7   | Polska      | 1     | 1      | 1    | 3     |
| 8   | Chiny       | –     | 3      | 1    | 4     |
| 9   | Węgry       | –     | 1      | 3    | 4     |
| 10  | Azerbejdżan | –     | –      | 1    | 1     |
| –   | Białoruś    | –     | –      | 1    | 1     |
| –   | Szwecja     | –     | –      | 1    | 1     |

## Medaliści

### Mężczyźni
| Złoto                                                                                       | Srebro                                                                      | Brąz                                                                                |
| Floret                                                                                      |                                                                             |                                                                                     |
| Peter Joppich                                                                               | Simone Vanni                                                                | Andrea Cassarà Brice Guyart                                                         |
| Włochy · Andrea Cassarà · Salvatore Sanzo · Simone Vanni · Marco Ramacci                    | Chiny · Wang Haibin · Wu Hanxiong · Ye Chong · Zhou Rui                     | Niemcy · Dominik Behr · Ralf Bißdorf · Peter Joppich · André Weßels                 |
| Szpada                                                                                      |                                                                             |                                                                                     |
| Fabrice Jeannet                                                                             | Maksym Chworost                                                             | Ulrich Robeiri Wital Zacharau                                                       |
| Rosja · Pawieł Kołobkow · Siergiej Koczetkow · Aleksiej Sielin · Igor Turczin               | Niemcy · Jörg Fiedler · Norman Ackermann · Christoph Kneip · Wolfgang Reich | Szwecja · Fredrik Nilsson · Robert Dingl · Péter Vánky · Magnus Malmgren            |
| Szabla                                                                                      |                                                                             |                                                                                     |
| Wołodymyr Łukaszenko                                                                        | Mihai Covaliu                                                               | Domonkos Ferjancsik Aldo Montano                                                    |
| Rosja · Siergiej Szarikow · Stanisław Pozdniakow · Aleksiej Jakimienko · Aleksiej Djaczenko | Węgry · Domonkos Ferjancsik · Kende Fodor · Balázs Lengyel · Zsolt Nemcsik  | Ukraina · Dmytro Bojko · Wołodymyr Łukaszenko · Ołeh Szturbabin · Władysław Tretiak |

### Kobiety
| Złoto                                                                                    | Srebro                                                                                    | Brąz                                                                                  |
| Floret                                                                                   |                                                                                           |                                                                                       |
| Valentina Vezzali                                                                        | Sylwia Gruchała                                                                           | Aida Mohamed Roxana Scarlat                                                           |
| Polska · Sylwia Gruchała · Magdalena Mroczkiewicz · Anna Rybicka · Małgorzata Wojtkowiak | Rosja · Jekatierina Juszewa · Swietłana Bojko · Jewgienija Łamonowa · Wiktorija Nikiszyna | Rumunia · Laura Badea-Cârlescu · Roxana Scarlat · Cristina Stahl · Zsofia Lazăr-Szabo |
| Szpada                                                                                   |                                                                                           |                                                                                       |
| Natalija Konrad                                                                          | Maureen Nisima                                                                            | Cristiana Cascioli Li Na                                                              |
| Rosja · Karina Aznawurian · Oksana Jermakowa · Tatjana Łogunowa · Anna Siwkowa           | Niemcy · Claudia Bokel · Imke Duplitzer · Britta Heidemann · Marijana Markovic            | Węgry · Adrienn Hormay · Ildikó Mincza · Tímea Nagy · Hajnalka Tóth                   |
| Szabla                                                                                   |                                                                                           |                                                                                       |
| Dorina Mihai                                                                             | Tan Xue                                                                                   | Gioia Marzocca Aleksandra Socha                                                       |
| Włochy · Ilaria Bianco · Gioia Marzocca · Rosanna Pagano · Alessandra Lucchino           | Chiny · Bao Yingying · Huang Haiyang · Zhang Ying · Tan Xue                               | Azerbejdżan · Jelena Amirowa · Jelena Żemajewa · Anżeła Wołkowa · Żanna Siukajewa     |